# جوني مكينون
جوني مكينون (بالإنجليزية: Johnny McKinnon)‏ (و. 1902 – 1969 م) هو لاعب هوكي الجليد كندي، مركز لعبه هو مدافع ‏، توفي عن عمر يناهز 67 عاماً.

## روابط خارجية
- جوني مكينون على موقع دوري الهوكي الوطني (الإنجليزية)
- جوني مكينون على موقع قاعة مشاهير الهوكي (لاعب أن.إتش.أل) (الإنجليزية)
- جوني مكينون على موقع EliteProspects.com (الإنجليزية)
- جوني مكينون على موقع HockeyDB.com (الإنجليزية)
- جوني مكينون على موقع Hockey-Reference.com (الإنجليزية)